# Hoplia nepalensis
Hoplia nepalensis är en skalbaggsart som beskrevs av Tesar 1969. Hoplia nepalensis ingår i släktet Hoplia och familjen Melolonthidae. Inga underarter finns listade i Catalogue of Life.